# 谢泼兹维尔 (肯塔基州)
谢泼兹维尔（英語：Shepherdsville），是美国肯塔基州的一座城市。建立于1793年，面积约为25.9平方公里（10平方英里）。根据2010年美国人口普查，该市的人口为11,222人。